# Richard Stanhope
Richard Stanhope, né le 27 avril 1957 à Blackpool, est un rameur britannique.

## Biographie

### Palmarès

#### Aviron aux Jeux olympiques
- 1980 à Moscou,  Union soviétique
  -  Médaille d'argent en huit[1]

#### Championnats du monde d'aviron
- 1981 à Munich,  Allemagne
  -  Médaille d'argent en huit